# Sunu
Sunu is een bestuurslaag in het regentschap Timor Tengah Selatan van de provincie Oost-Nusa Tenggara, Indonesië. Sunu telt 1261 inwoners (volkstelling 2010).